# أوتكريتيي أرينا
أوتكريتيي أرينا  (بالروسية: Открытие Арена) والذي يعرف باسم ملعب سبارتاك (بالإنجليزية: Spartak Stadium)‏ هو ملعب كرة قدم يقع بمدينة توشينيو في روسيا، وهو الملعب الرئيسي لنادي سبارتاك موسكو. وافتتح الملعب الذي تصل طاقته الاستيعابية إلى 42,000 ألف متفرج في 15 سبتمبر 2014.
من أهم الأحداث التي استضافها الملعب: كأس العالم 2018 وكأس القارات 2017.